# Ambyr Childers
Ambyr Childers, née le 18 juillet 1988, à Cottonwood (Arizona), est une actrice et productrice américaine.

## Biographie
Ambyr Childers est née en Arizona, et grandit à Murrieta en Californie.
Elle se fait connaitre en jouant le rôle de Colby Chandler dans le feuilleton La Force du destin (All My Children) entre 2006 et 2008.
Elle s'est mariée au producteur Randall Emmett en 2009. Ensemble, ils ont deux enfants. Le couple se sépare en 2015 et divorce en 2017.

## Filmographie

### Cinéma
- 2003 : Carolina : Carolina jeune
- 2003 : Dickie Roberts, ex enfant star : Barbie
- 2011 : Space Time : L'ultime Odyssée : astronaute américaine
- 2011 : Things Fall Apart : Sherry
- 2011 : The Redemption : une fille
- 2011 : Braqueurs : la serveuse
- 2012 : Lady Vegas : Les Mémoires d'une joueuse : la réceptionniste
- 2012 : Playback (en) : Riley
- 2012 : Unités d'élite : Elaine Morrison
- 2012 : The Master : Elizabeth Dodd
- 2013 : Gangster Squad : la fille blonde à la peau claire
- 2013 : Broken City : Mary
- 2013 : We Are What We Are : Iris Parker
- 2013 : 2 Guns : Mme Young
- 2015 : Vice : Kelly

### Télévision
- 2000 : S Club 7 à Los Angeles (L.A. 7) : Hiker #2 (1 épisode)
- 2006-2008 : La Force du destin (All My Children) : Colby Chandler (principale, 139 épisodes)
- 2013-2016 : Ray Donovan : Ashley Rucker (récurrente, 9 épisodes)
- 2015 : Aquarius : Susan Atkins (récurrente, 10 épisodes)
- 2016 : Esprits criminels : Unité sans frontières (Criminal Minds: Beyond Borders) : Natalie Knox (1 épisode)
- 2018-2019 : You : Candace Stone (récurrente, saison 1 - principale, saison 2)[1]